# Karol Lichnowsky
Karol Lichnowsky (Karl Max), (ur. 8 marca 1860 w Krzyżanowicach, zm. 27 lutego 1928 w Kuchelnej) – niemiecki książę i dyplomata. Był niemieckim ambasadorem w Londynie w latach 1912−1914.

## Życiorys
Urodzony w Krzyżanowicach, jako syn Carla i Marii z domu von Croy-Duelmen. Był bratankiem Felixa Lichnowsky'ego. Ukończył szkołę w Neuchátel w Szwajcarii, gimnazjum w latach (1877−1882) w Dreźnie.
Rozpoczął swoją karierę jako wojskowy, szybko jednak przeszedł do służby dyplomatycznej. W latach 1885−1904 przebywał na stanowiskach attaché, sekretarza i tajnego radcy w poselstwach i ambasadach w: Londynie, Sztokholmie, Konstantynopolu, Dreźnie, Bukareszcie, Wiedniu. Rezygnując ze służby dyplomatycznej, osiadł w górnośląskich majątkach, mechanizował rolnictwo, rozwijał uprawę i przetwórstwo lnu. W 1904 roku ożenił się z Mechtildą hrabianką z domu von und zu Arco-Zinneberg. Hrabina wydała na świat trójkę ich dzieci: Wilhelma, Leonorę i Michaela.
W lipcu 1912 roku został opublikowany przez Lichnowsky’ego artykuł „Niemiecko-angielskie nieporozumienia”, który miał duży wpływ na nominację ambasadorską. W grudniu 1912 roku został ambasadorem Niemiec w Londynie, gdzie prowadził politykę antywojenną rozumiejąc, że w razie wybuchu konfliktu, wojna jest nieunikniona. W 1914 roku po zakończeniu misji dyplomatycznej, bronił swoich poglądów, publikując szereg artykułów. Zwracał w nich uwagę na prawdziwych oraz domniemanych winnych, którzy przyczynili się do przegranej dla Niemiec wojny. Został oskarżony przez nacjonalistów o czarnowidztwo i defetyzm oraz usunięty z Izby Panów parlamentu pruskiego w 1918 roku.
Po I wojnie był kandydatem na starostę powiatu raciborskiego. Starał się także bezskutecznie zapobiec przyłączeniu Śląska Hulczyńskiego do Czechosłowacji. Ostatnie lata życia książę Lichnowsky spędził w Kuchelnej, gdzie zmarł 27 lutego 1928 roku i został pochowany w rodzinnym grobowcu.
Za młodu odbył służbę wojskową, a potem stworzył mleczną potęgę dóbr Lichnowskich pomiędzy Krzyżanowicami a czeską Kuchelną. Pod koniec XIX w. zatrudniał 1200 pracowników dniówkowych i 400 deputatowych. Potem zainwestował w uprawy i przeróbkę lnu.
W latach 1912–1914, jako niemiecki ambasador w Londynie, zaprosił cesarza Wilhelma II do zwiedzenia swojego majoratu, a przede wszystkim fabryki lnu w Kuchelnej. Był to wówczas największy zakład tego rodzaju w Niemczech. Cesarz skorzystał z zaproszenia. 16 września 1913 roku przyjechał do Krzyżanowic automobilem. Przy bramie pałacu czekali mieszkańcy. Ogrodzenia i okna domów były przyozdobione. Cesarz szedł do pałacu (w którym zresztą przenocował) po czerwonym chodniku.
Lichnowsky był postrzegany jako wytrawny polityk. W dowód uznania za działania dyplomatyczne Uniwersytet Oksfordzki przyznał mu tytuł doktora honoris causa. Był przeciwnikiem I wojny światowej. Za te poglądy został zresztą ostro zaatakowany i ostatecznie wykluczony z Pruskiej Izby Panów, do której należał 16 lat.
Pod koniec życia spisał wspomnienia w dwóch tomach zatytułowanych „Auf dem Wege zum Abgrund” (Droga do przepaści), które wydano drukiem w 1927 roku. Wspominał, że miał wziąć udział w dziewiczym rejsie statkiem Titanic. Książę jednak spóźnił się 10 kwietnia 1912 roku do portu Southampton.

## Publikacje
- "Wojna czy pokój: niemiecko-angielski porozumienie"
- "Niemiecko-angielskie nieporozumienia"
- "Moja londyńska misja 1912−1914"
- "Na drodze do upadku, londyńskie sprawozdania, wspomnienia i inne pisma"
- "Na drodze do upadku"